# Прассі-Ярв
Прассі-Ярв (ест. Prassi järv) — озеро в Естонії, що розташоване на острові Хіюмаа, у волості Еммасте.